# Avenida Patria

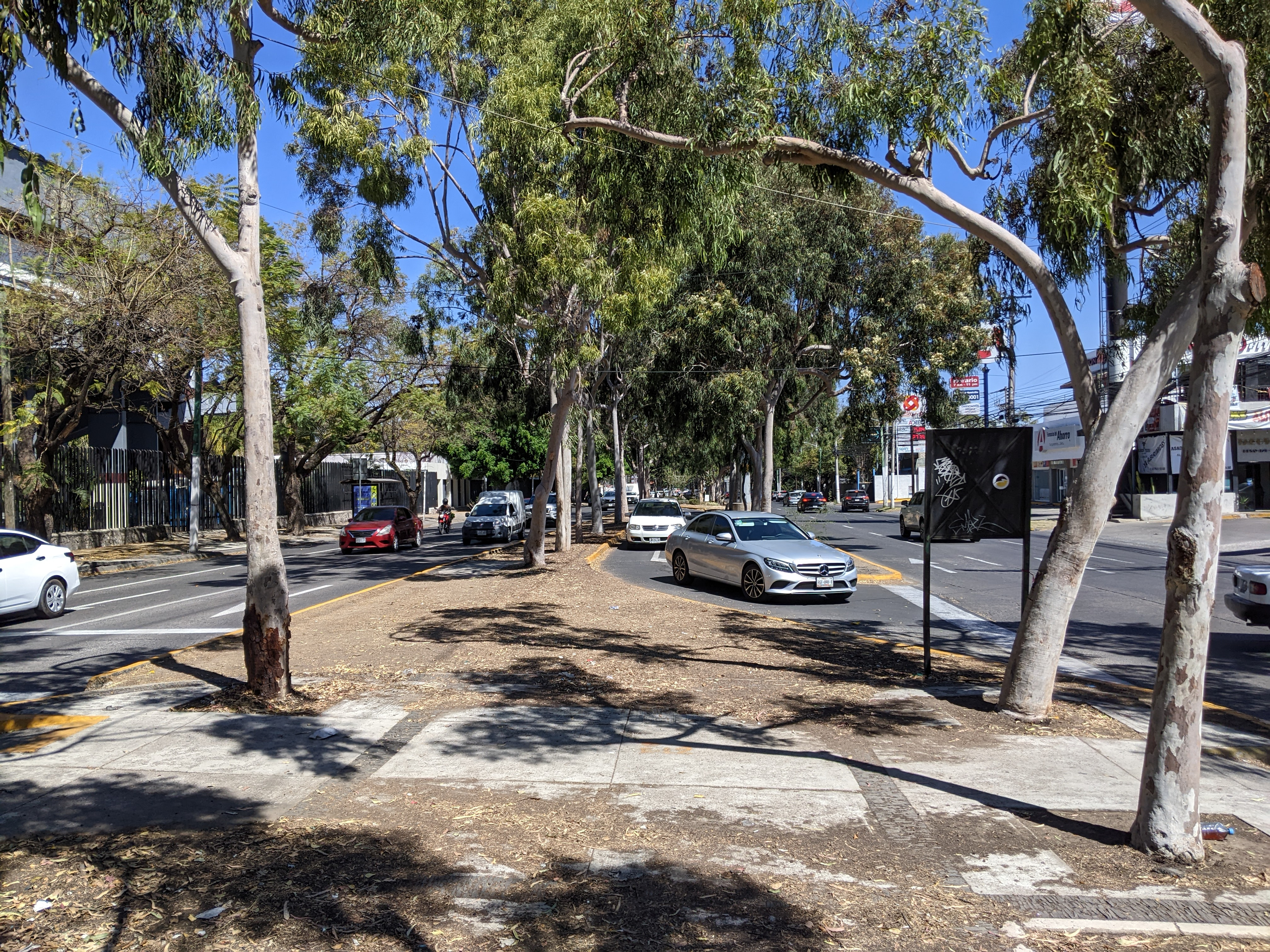
Abschnitt der Avenida Patria auf Höhe des Estadio 3 de Marzo (links).

Die Avenida Patria (dt. Allee des Vaterlandes) ist eine Ringstraße in der mexikanischen Metropolregion von Guadalajara und die verkehrsreichste Straße der Hauptstadt des Bundesstaates Jalisco.

## Der Straßenverlauf
Die Straße beginnt im Nordosten von Guadalajara und verläuft auf ihrem ersten Abschnitt mit einer Länge von 7.865 Metern parallel zum Río Atemajac. Durch diese räumliche Nähe ist die Straße bei Starkregen gelegentlich von Überschwemmungen betroffen. Nachdem Straße und Fluss gemeinsam den Bosque Los Colomos auf dessen Nordseite passiert haben, biegen beide kurz vor dem Nobelviertel Puerta de Hierro in südliche Richtung ab, bevor sich ihre Wege bald darauf trennen. Während der Fluss seinen Verlauf in Richtung Westen fortsetzt, führt die Avenida Patria in südlicher Richtung zunächst vorbei am Estadio Tres de Marzo und verbleibt auf ihrer weiteren Strecke in Guadalajaras Schwesterstadt Zapopan, bevor sie nach ihrem Zusammentreffen mit der Avenida Tabachines im Vorort Tlaquepaque wieder in östlicher Richtung verläuft und nach dessen Stadtviertel Loma Bonita Ejidal auf ihrer restlichen Wegstrecke wieder durch Guadalajara führt.